# Авьякта
Авьякта (санскр. avyakta अव्यक्त  — «непроявленный», «невидимый», «лишенный формы» и т.д.); термин в индуизме, означающий изначальную природу в ее непроявленной или неопределенной форме. Это слово обычно используется для обозначения "пракрити" из-за тонкости своей природы, а также для обозначения Брахмана, который является тончайшим из всех, и который в силу тонкости — есть высшая  основа, источник и «прибежище» (ашрайя) Пракрити. Авьякта как категория наряду с Махат (верховный разум) и Пурушей играет важную роль в более поздней философии самкхьи; термин авьякта противоположен «вьякта» (санскр. vyakta, «проявленный», «видимый», «осязаемый» ). 

## Авьякта и происхождение вещей
Чарака даёт шесть элементов или дхату, добавляя четану к пяти элементам «земля», «вода», «огонь», «воздух» и «пространство». Четана отождествляется с пурушей и авьяктой — часть пракрити, рассматриваемой как одна категория и называемой Параматманом (или Параматмой). Именно тогда, когда пуруша или четана связаны с телом чувств и умом, сознание может прийти к себе; сознание — это феномен совокупности души-разума-тела. Согласно Бхагавадгите (XIII, 1-2), викара или эволюционные продукты пракрити являются кшетрами (поле; живые организмы), а авьякта — часть пуруши или четаны, или Параматмана - кшетрагна (знающий поле, индивидуальное "Я", Высшее "Я").
В соответствии со взглядом Сушруты на эволюционный процесс, приводимый в движение сознанием махан (интеллект) порождается из авьякты или мула-пракрити, а из махана рождается ахамкара (эго), обладающая теми же качествами, и из ахамкары рождаются двадцать четыре элемента, которые являются ахетаной (бессознательным) по своей природе, а двадцать пятый элемент — джива (пуруша или душа).
Пайнгала-упанишада, расширяющая наставления Мандукья-упанишады, утверждает, что мула-пракрити (тело) оживляется благодаря соединению со свидетельствующим сознанием, которое является обусловленным Брахманом, и начинает развиваться. Его первая эволюция — это авьякта, которая в качестве субъекта имеет сознание Ишвары, оживляющего душу. Чистое сознание Брахмана спускается в Ишвару — «я» с авьяктой в качестве тела или становится им. Таким образом, на этой стадии эволюции авьякта является «причинным телом».

## Авьякта и майя
Майя, ведантическая метаморфоза самкхья пракрити, называется авьяктой, непроявленной, лишенной формы и т. д., потому что человек не может достичь ее осознания чувственным восприятием, и ее нельзя увидеть в изначальной или истинной природе. Это должно быть выведено людьми, чей интеллект функционирует в соответствии со Шрути. В своем особом состоянии она называется сушупти ("сон без сновидений"), когда в ней полностью растворяются и перестают функционировать буддхи (разум) и индрии (чувства), когда все праманы (источники знания) неподвижны, а буддхи остается только в виде семени, проверкой этому служит всеобщий вердикт — " я ничего не знал (пока спал)". Майя — это сила Ишвары или обусловленного Брахмана, как Сагуна Брахман, творить, и эта сила невообразима и удивительна. Это сила творить, почерпнутая из необусловленного брахмана или Ниргуна Брахмана, ибо действие без причины невозможно. Авьякта или майя — это безначальная авидья, она не имеет реальности в абсолютном смысле и разрушается знанием. Она сжата в три гуны — саттву, раджас и тамас, которые сами по себе являются её составляющими. Майя имеет природу этих трех гун и превосходит их последствия. В силу того, что майя является причиной всех трансформаций, начиная с акаши, и в силу утверждений Шрути, которая указывает на эволюцию, вызванную икшаной ("видением", "мышлением"), самкальпой ("намерением") и паринамой ("трансформацией"), майя утвердила (Шветашватара-Упанишада) - Знай, что Майя — это Пракрити, а Махешвара — Майяин, обладатель Майи. Она рождает этот мир, отвечает за отраженное бытие Ишвары, а авидья — за отражение, которое есть джива. От Майи рождается все, от Махата до Брахманды, что известно как Карана-шарира или "причинное тело Атмана". Карана-шарира называется авьяктой, потому что, будучи недоступной для чувственного восприятия, она выводится из её последствий (Вивекачудамани 110, 122, 123).
Учение о майе не является выдумкой Ади Шанкары. В Ригведе и Упанишадах майя обычно обозначается как "сила"; в Шветашватара-Упанишаде майя отождествляется с пракрити и переводится как "иллюзия", а в Бхагавадгите - как "магическая сила". Ади Шанкара не принимает точку зрения санкхьи, согласно которой авьякта означает прадхану в ее непроявленном состоянии, потому что мудрец из Катха-Упанишады (I. III.10-11) не определяет авьякту как прадхану и не указывает, что следует понимать под этим словом. Прежде всего, авьякта обозначает "предшествующую семенную стадию этого мира", в которой она не проявляется именами и формами. Шанкара заменяет прадхану, поскольку определение семени имеет природу авидьи и обозначается словом авьякта, а наличие Верховного Господа (Брахмана) в качестве его основы имеет природу майи и является великим сном, в котором переселяющиеся души, не знающие своей формы, продолжают дремать.

## Значимость
Когда они впервые развиваются из авьякты, пять тонких элементов, неспособные затем  участвовать ни в каком действии, не имеют формы, позже из этих пяти только земля, вода и огонь приобретают материальность. Состав акаши, содержащий наибольшее количество саттвы, был должным образом рассмотрен мыслителями Упанишад, но состав «времени», который зависит от «пространства», оставался без внимания. Локачарья школы Вишишта-адвайты рассматривал время как причину трансформации Пракрити и ее мутации, но Шриниваса рассматривал невидимое бестелесное время, которое является объектом восприятия через шесть органов чувств, как материю, лишенную трех гун, и то время, которое вечно в трансцендентной обители Бога, не вечно в мире. Школа Адвайты рассматривает мир и, следовательно, все субстанции как видимость, обусловленную неопределимым принципом, называемым "космическим неведением" или майей, которая не является ни реальной, ни нереальной, но неопределимой. Адвайтисты связывают время только с эмпирическим миром. Поскольку творение означает появление имен и форм, они не могут существовать до творения; также различие между объектами одного и того же класса не может иметь никакого отношения к Сат, "несуществующее" просто не существует.
Бхагаватгита утверждает, что далеко за пределами даже этой авьякты существует еще одно непроявленное существование, то высшее существо, которое не погибает. То же самое непроявленное, о котором говорилось как о неразрушимом, также называется высшей целью; это опять-таки Моя высшая обитель, достигнув которой они не возвращаются в этот смертный мир. Таким образом, и Шрути, и Смрити провозглашают существование Авьякты, которая, как майя, является упадхи Ишвары; пять оболочек (Панчакоша-шарира), которые являются следствиями майи, - это упадхи дживы, когда эти упадхи эффективно удаляются, нет ни Ишвары, ни дживы (Вивекачудамани 245-6).